# Aurelio Galleppini
Aurelio Galleppini, conhecido como Galep (Casale di Pari, 20 de agosto de 1917 – Chiavari, 10 de março de 1994) foi um desenhista italiano, conhecido por criar o personagem Tex.

## Biografia
Desde criança Galep gostava de desenhar e pintar. Seus temas favoritos eram cavalos e filmes mudos de velho oeste. Galep viveu até os dezenove anos na Sardenha e tempos depois abandonou seus estudos para dedicar-se à pintura e aos quadrinhos. Um de seus primeiros trabalhos profissionais foi a realização de desenhos animados para o mercado alemão. Logo após, passa a fazer ilustrações para diversas revistas.
Fez também ilustrações para contos e capas de uma publicação infantil do jornal Marc'Aurelio e colaborou com Modelina, um suplemento feminino do Mattino Ilustratto. Em 1938 foi requisitado pela Arnoldo Mondadori Editore e fez sua estreia em quadrinhos desenhando as histórias de Pino, il Mozzo e Le Perle del Mar d'Oman. Nesse período cria também quadrinizações de romances.
Em 1940 Galep passa a trabalhar com o editor Nerbini, em Florença, para a revista L'Avventuroso. Galep também passou a produzir roteiros que, em tempos de guerra, eram submetidos à censura de Roma. Foi nessa época que ele encurtou o nome para Galep e trabalhou até ser recrutado para um forte, em Cagliari.
Após o fim da Segunda Guerra Mundial, Galep dedicou-se à pintura e passou a ministrar aulas em dois colégios de Cagliari, até Nerbini chamá-lo para adaptar Pinóquio e alguns episódios de Mandrake. Em junho de 1948 Galep mudou-se para Milão, onde dedicou-se inteiramente num novo projeto com G. L. Bonelli, então na Editora Audace.
Ambos criaram Occhio Cupo e algum tempo depois Galep desenhou o primeiro roteiro de Tex. Inicialmente, as 32 tiras semanais que compunham cada edição de Tex eram produzidas inteiramente por Galep, mas este, aos poucos, foi sendo obrigado a recorrer à ajuda de amigos como Virgílio Muzzi e Francesco Gamba, que se revezavam com ele, ora fazendo os esboços, ora finalizando seu lápis.
Além desses dois, Galep passou a contar também com a colaboração de Mario Uggeri, Guido Zamperoni e Lino Jeva. E, graças a esses assistentes, conseguiu levar a cabo, por quase 20 anos, a tarefa de produzir um episódio de 32 tiras por semana.
Entretanto, depois de 1967, quando a produção aumentou radicalmente - agora são 110 páginas por mês, cada uma com três tiras, já não foi possível contar apenas com amigos que colaboravam nos momentos de sobrecarga, tornando-se necessário ter outros desenhistas que se revezassem com ele realizando episódios inteiros.
Começava, assim, uma nova e áurea fase de Tex, com Galep ilustrando todas as capas e as principais aventuras da série. Nesta nova etapa ele realizou outras histórias, entre elas "O Homem do Texas", da série Um Homem, Uma Aventura e a quadrinização de Pinóquio e ainda As Viagens de Gulliver. Tendo sempre como personagem principal o próprio Tex, Galep seguiu produzindo até 1994, quando faleceu no mês de março.